# Wortkunst
Die Wortkunst ist eine Form des Dadaismus, die aus der Sprachskepsis um 1900 entstanden ist.
Das literarische Merkmal der Dadaisten war das Spiel mit Worten und Buchstaben. Da in der Sprachskepsis um 1900 noch festgelegt war, dass man die Welt nicht in Worten abbilden könne, sind diese Worte nun als Assoziationsräume und als Lautqualitäten interessant, die im Sprachmaterial eigene Welten bilden.
In der Wortkunst August Stramms stellt er in seinen Gedichten Substantive und Verben in der Infinitivform nebeneinander, optisch gleicht es dem Telegrammstil.
Das Ziel ist, Wortkaskaden zu bilden, die sämtliche grammatikalische Regeln unterwandern. Wörter sollen somit „ausgewürfelt“ werden (Aleatorik) und in neuen Zusammenstellungen neue Bedeutungen ergeben.